# Séverni (Volgograd)
|  | Per a altres significats, vegeu «Séverni». |

Séverni (en rus: Северный) és un poble (un possiólok) de l'óblast de Volgograd, a Rússia, segons el cens del 2002 tenia 160 habitants.